# 鄭玉 (正德進士)
鄭玉（1479年—？），字于成，福建興化府莆田縣人，軍籍，明朝政治人物。

## 生平
福建鄉試第八名舉人，正德六年（1511年）中式辛未科會試第三十名，二甲第四名進士。任戶部郎中，出為徽州府知府，升江西按察司副使，與權臣桂萼不合，遂自免歸。

## 家族
曾祖鄭啟學；祖父鄭源清；父鄭邦禮，母李氏。永感下。弟鄭珍、鄭璁。